# Mikuláš Tóth
Mikuláš Tóth (* 15. března 1988, Košice, Československo) je slovenský fotbalový obránce, v současnosti působící v klubu FC Lokomotíva Košice.
Jeho oblíbenými fotbalisty jsou brazilští obránci Roberto Carlos a Cafu, oblíbeným klubem anglický Chelsea FC.